# Heterodera cajani
Heterodera cajani é um nematódeo patógeno de plantas. A espécie é também conhecida pelos nome populares em inglês: nematódeo-do-cisto-do-cajanus, nematódeo-do-cisto-do-guandu.